# Polyrhachis simillima
Polyrhachis simillima är en myrart som beskrevs av Carlo Emery 1900. Polyrhachis simillima ingår i släktet Polyrhachis och familjen myror. Inga underarter finns listade i Catalogue of Life.